# Arek Pasożyt
Arek Pasożyt (ur. 1987) – polski artysta sztuki współczesnej i aktywista.

## Edukacja
Mieszka w Toruniu, gdzie studiował malarstwo i edukację artystyczną na Wydziale Sztuk Pięknych UMK. Dyplom uzyskał w 2011 r.

## Twórczość
Zajmuje się m.in. malarstwem i sztuką performance’u, sztuką zaangażowaną społecznie, sztuką partycypacyjną.
W latach 2006–2010 współtworzył grupę Gruba Najgorsza, kontestującą zastane układy w świecie galeryjno-kuratorskim i uprawiającą krytykę instytucjonalną. Łączy twórczość artystyczną z działaniami aktywistycznymi na rzecz praw kobiet, mniejszości nieheteronormatywnych, osób wykluczonych społecznie, bierze udział w protestach obywatelskich, na których za transparenty służą mu obrazy.
W 2010 r. artysta sformułował „Manifest pasożytniczy” przedstawiający ideę jego działań jako artysty-pasożyta. Manifest był wyrazem krytyki postrzegania artysty w społeczeństwie. W myśl zawartych w „Manifeście” idei, swoje prace Arek Pasożyt wystawiał m.in. w Toruniu (CSW „Znaki czasu”, Galeria nad Wisłą), we Wrocławiu (BWA) lub w Muzeum Sztuki Współczesnej w Krakowie MOCAK.
W 2017 roku wraz z Grupą nad Wisłą wystąpił z deklaracją sprzeciwu wobec polityki kulturalnej państwa, która punktowała m.in. cenzurowanie działań artystycznych, instrumentalne traktowanie sztuki, brak świadczeń socjalnych i zdrowotnych dla artystek i artystów, niskie wynagrodzenia, a także kierowanie się pobudkami politycznymi przy obsadzaniu stanowisk w instytucjach kultury. W ramach sprzeciwu artysta podjął również głodówkę przeciw polityce kulturalnej. Arek Pasożyt protestował przed instytucjami zarządzającymi kulturą w Toruniu przez osiem dni do momentu, kiedy głodówka zaczęła zagrażać jego zdrowiu.
Arek Pasożyt uczestniczy w protestach społecznych, na które przychodzi ze swoimi „Obrazami Strajkującymi”, które można zaliczyć do typu ready-made. Są to obrazy tworzone w ramach „Malarstwa Pasożytniczego”, a więc na reprodukcjach dzieł, w tym XIX-wiecznego malarstwa polskiego lub na oryginalnych pracach innych artystów. Artysta np. domalowuje na obrazach tęczę lub zamalowuje ich fragmenty w taki sposób, by można było odczytać takie słowa jak „populizm”, „wybór” czy „dość”, poprzez które prześwitują fragmenty motywów z obrazów.
Artysta zajmuje się również animacją kultury. Organizuje lub współorganizuje wystawy i projekty kuratorskie, m.in. w latach 2014–2016 – Zakład Malarstwa „Nie do odrzucenia”, cykl siedmiu wystaw tworzonych wspólnie z osobami doświadczającymi bezdomności w Lublinie i Elblągu.

## Nagrody i wyróżnienia
- 2015 – stypendium Ministerstwa Kultury i Dziedzictwa Narodowego
- 2012 – wyróżnienie w konkursie BMW/ART/TRANSFORMY/2012
- 2011 – nagroda magazynu o sztuce współczesnej ARTLUK za działalność jako Pasożyt w roku 2010[1]

## Wystawy i projekty

### Wystawy indywidualne
- Czas wyjść, 4.09–2.10.2020, ZŁOTY KIOSK, Wrocław, wystawa towarzysząca TIFF Festival[9].
- Blackthings, GAUNTLET Gallery, San Francisco, USA 2016
- Malineas O Roma!, Dům Pánů z Kunštátu, Brno, Czechy 2014
- Ich liebe dich, Die Ballsaal Gallerie (jako duet Gruba Najgorsza), Berlin, Niemcy 2009
- Tylko trochę lubię CSW, GwLwP+KwCSW, Centrum Sztuki Współczesnej Znaki Czasu, Toruń, PL 2009[1]
- 2009 – Blob (jako duet Gruba Najgorsza), OFFicyna, Szczecin, PL
- Arcy-mistrz, Galeria Dla…(jako duet Gruba Najgorsza), Toruń, PL 2008

### Wystawy zbiorowe
- Międzygatunkowy Pokój, Mieszkanie, Toruń 2019
- OSTRALE Biennale 2017, Drezno, Niemcy 2017
- Malineas O Roma!, Dům Pánů z Kunštátu, Brno, Czechy 2014